# ب‌ام‌و ۳۰۳
ب‌ام‌و ۳۰۳ نام خودرو سدان خانوادگی کوچک ساخت کمپانی ب‌ام‌و است. این خودرو در سال ۱۹۳۳ و ۱۹۳۴ ساخته شد. این خودرو نخستین اتوموبیل ۶ سیلندر این شرکت بود. پلتفرم استفاده شده در این خودرو برای مدل‌های دیگر این شرکت از قبیل ب‌ام‌و ۳۰۹ (ورژن ۴ سیلند ۳۰۳)، ب‌ام‌و ۳۱۹ (ورژن یک و نیم لیتری ۳۰۳) و ب‌ام‌و ۳۲۹ استفاده شد.